# Quartirolo Lombardo
Quartirolo Lombardo is een Italiaanse kaas gemaakt van koemelk en geproduceerd in de regio Lombardije, tussen de Povlakte en de uitlopers van de Alpen tussen Bergamo en Lecco.

## Kenmerken
De kaas heeft de vorm van een rechthoekige balk, maar kan ook in kleinere porties verkocht worden. Hij is gemaakt van rauwe of gepasteuriseerde koemelk van minstens twee melkbeurten; de eerste moet volle melk zijn, de volgende mogen gedeeltelijk afgeroomde melk zijn.
Er zijn twee varianten:
- "jonge" of "verse" kaas (fresco), die 2 tot maximaal 30 dagen heeft gerijpt;
- "gerijpte" (maturo) of "oude" (stagionato) kaas, die meer dan 30 dagen heeft gerijpt.

De kaas heeft een dunne witroze korst en de kaasmassa is wit tot geelachtig. De textuur is compact, licht korrelig en brokkelig terwijl de gerijpte kaas steviger en zachter is. De smaak is licht zurig en geparfumeerd voor de jonge kaas, en wordt meer intens naarmate de kaas langer gerijpt heeft. Het vetgehalte is ten minste 30%.

## Beschermde oorsprongsbenaming
Quartirolo Lombardo is sinds 1996 een beschermde oorsprongsbenaming (BOB) in de Europese Unie. Het productiegebied, zoals in 2017 gedefinieerd, omvat de provincies Brescia, Bergamo, Como, Lecco, Cremona, Milaan, Lodi, Monza e Brianza, Pavia en Varese.